# 2019년 비사야 지진
2019년 비사야 지진은 2019년 4월 23일 필리핀 동비사야 지방에서 일어난 모멘트 규모 M6.4의 지진이다. 필리핀 마닐라 근교 지진이 일어난지 하루만에 일어난 지진이다. 지진으로 48명이 부상을 입었다.

## 같이 보기
- 2019년 루손 지진